# David Groneberg
David Alexander Groneberg (* 11. Dezember 1973 in Frankfurt am Main) ist deutscher Universitätsprofessor, Facharzt für Arbeitsmedizin und Direktor des Instituts für Arbeitsmedizin, Sozialmedizin und Umweltmedizin der Johann Wolfgang Goethe-Universität in Frankfurt am Main.

## Leben und Wirken
David Groneberg studierte nach dem Abitur am Gymnasium der Fürst-Johann-Ludwig-Schule in Hadamar an der Justus-Liebig-Universität Gießen die Fächer Humanmedizin und Philosophie. Nach dem Praktischen Jahr an Lehrkrankenhäusern der Justus-Liebig-Universität Gießen und der Universität Cambridge in Großbritannien war er als Gastwissenschaftler am National Heart and Lung Institute des Imperial College of Science, Technology and Medicine in London, Großbritannien über ein DAAD-Stipendium tätig. 2000 reichte er seine Dissertationsschrift an der Justus-Liebig-Universität Gießen ein und wurde mit der Auszeichnung „summa cum laude“ zum Dr. med. promoviert. Nach dem Forschungsaufenthalt in London arbeitete er als Arzt im Praktikum und später als Assistenzarzt bzw. wissenschaftlicher Mitarbeiter an der Charité.
Von 2002 bis 2003 war er Juniorprofessor für Infektion und Immunität in der Pneumologie am Forschungszentrum Borstel der Leibniz-Gemeinschaft (ehemals Blaue Liste-Institut) und der Medizinischen Klinik der Universität Lübeck. Nach der Rückkehr an die Charité reichte er die Habilitation im Jahr 2003 ein und beendete die Facharztausbildung im Fach Arbeitsmedizin am Institut für Arbeitsmedizin der Charité.
2005 folgte der Ruf auf die Professur für Molekulare Pneumologie an der Medizinischen Hochschule Hannover. Im Juni 2007 übernahm Groneberg den Lehrstuhl für Arbeitsmedizin der Charité und leitete bis 2010 das Institut für Arbeitsmedizin der Charité als Direktor und Universitätsprofessor. Im Oktober 2010 wurde er Direktor des Instituts für Arbeitsmedizin, Sozialmedizin und Umweltmedizin der Johann Wolfgang Goethe-Universität in Frankfurt am Main. Seit März 2013 engagiert sich David Groneberg als Mitglied des wissenschaftlichen Beirats des Aufklärung gegen Tabak e.V. für Rauchprävention auf Schulebene durch Medizinstudierende. Neben seiner Qualifikation als Facharzt für Arbeitsmedizin ist er ebenfalls Umweltmediziner, Betriebsmediziner, Sportmediziner sowie Flugmediziner und besitzt die Zusatzbezeichnung „Ärztliches Qualitätsmanagement“.
Die Forschungsgebiete von David Groneberg liegen vor allem in den Bereichen Arbeitsmedizin, der Versorgungsforschung (Sozialmedizin, Gesundheitsökonomie und -management) sowie der Umweltmedizin (Public Health).
Im Bereich der Arbeitsmedizin liegt sein Fokus auf der Bewertung der Schnittstelle Gesundheit am Arbeitsplatz und Krankenhausmanagement. Vor allem auf dem Gebiet der Krankenhausärztinnen und -ärzte sowie anderer Gesundheitsberufe stellen seine ab 2009 gemeinsam mit Stefanie Mache publizierten MAGRO-Studien (Medical Work Assessment in German Hospitals) einen ersten umfangreichen Ansatz dar, wie man die ärztliche Tätigkeit in Krankenhäuser elektronisch erfassen und in Primär- und Sekundärtätigkeiten untergliedern kann. Die Arbeiten wurden sowohl von Unfallversicherungsträgern wie der Berufsgenossenschaft für Gesundheitsdienst und Wohlfahrtspflege (BGW) als auch Fachgesellschaften wie der Deutschen Gesellschaft für Chirurgie gefördert und reichen von operativen Fächern wie der Gynäkologie und Geburtshilfe, der Viszeralchirurgie über die Anästhesiologie bis hin zu konservativen Fächern wie Kardiologie, Pneumologie, Onkologie, Pädiatrie, Geriatrie oder Psychiatrie. Es werden alle relevanten Krankenhausversorgungsformen inklusive der Universitätskliniken behandelt. Auch gehen die Arbeiten auf Genderaspekte (Ärztinnen) und gesundheitsökonomische Aspekte wie Trägerformen ein. Gemeinsame Studien zu Arbeitsbedingungen junger Ärztinnen und Ärzte (iCept-Studie) mit Jan Bauer wurden mit dem Walter Siegenthaler-Preis der Deutschen Medizinischen Wochenschrift ausgezeichnet.
Er wies bereits im Jahr 2005 auf die Gefahren von Feinstaub hin („Ähnlich wie bei der Radioaktivität scheint es auch beim Feinstaub keinen unteren Grenzwert zu geben.“), hält jedoch den Effekt von Umweltzonen in der ersten Stufe auf die Feinstaubbelastung für vernachlässigter. Er fordert stattdessen ein Innenstadtverbot für alte Dieselfahrzeuge sowie mehr Forschung in diesem Bereich.
Groneberg war Mitglied des wissenschaftlichen Beirates der Europäischen Forschungsvereinigung für Umwelt und Gesundheit im Transportsektor (EUGT).
Im Rahmen der Angliederung des Instituts für Medizinische Soziologie an sein Frankfurter Institut erweiterte Groneberg seine Habilitation um das Gebiet Public Health. Mit seinen Arbeitsgruppen erforscht er hier vor allen Fragen der medizinischen Versorgungsforschung, die u. a. mit Preis für Regionalisierte Versorgungsforschung 2016 ausgezeichnet wurden. Es handelt sich bei diesen Accessibility Studien um Big Data Analysen zum Zugang zu medizinischen Leistungen – von der regionalen Krankenhausplanung bis bin zu hoch aufgelösten Darstellungen der regionalen Versorgung durch Haus- und Facharztpraxen. Krankenhaus-Accessibility Analysen lassen sich für die Bettenplanung der Bundesländer nutzen, da sie über die Grenzen der einzelnen Länder hinaus eine objektivierbare Darstellung des Zugangs der Bevölkerung zu stationären Einrichtungen ermöglichen.

## Forschungsgebiete und Auszeichnungen
Für seine Arbeit erhielt er eine Reihe von Preisen und Auszeichnungen. Zu nennen sind der Promotionspreis der Hessischen Landesärztekammer (2002) und die Ehrendoktorwürde und Ehrenprofessorenwürde der Fujian University of Traditional Chinese Medicine (China) (2003). 2007 bezeichnete ihn das Wirtschaftsmagazin Capital als Teil einer „neuen deutschen Wissenschaftselite“ und als einen der „40 Denker der Zukunft“. 2008 wurde er während der Olympischen Spiele in Peking zum Ehrendoktor des Fujian College of Medicine ernannt (Dr. rer. nat. h. c.).

## Schriften
David Groneberg ist bzw. war Herausgeber des Journal of Occupational Medicine and Toxicology, Hauptschriftleiter des Zentralblatt für Arbeitsmedizin, Arbeitsschutz und Ergonomie und Mitherausgeber/Gastherausgeber/Mitglied des Editorial Boards der Zeitschriften Ergomed, Praktische Arbeitsmedizin, Clinical and Molecular Allergy, Nutrition and Metabolism, Cough, Nutrition Journal, Current Drug Targets und European Journal of Pharmacology.
Eine Nachfrage bei der Datenbank für medizinische Literatur PubMed aus dem Jahr 2013 ergab für David Groneberg über 250 gelistete Veröffentlichungen.
Auswahl wesentlicher Arbeiten:
Wissenschaftliche Publikationen
- mit M. Nickolaus, J. Springer, F. Doring, H. Daniel und A. Fischer: Localisation of the peptide transporter PEPT2 in the lung: implications for pulmonary oligopeptide uptake. In: Am J Pathol. 158(2), 2001 Feb, S. 707–714.
- mit P. Hartmann, Q. T. Dinh und A. Fischer: Expression and distribution of vasoactive intestinal polypeptide receptor VPAC2 mRNA in human airways. In: Lab Invest. 81(5), 2001 May, S. 749–755.
- mit P. Welker, T. C. Fischer, Q. T. Dinh, A. Grutzkau, C. Peiser, U. Wahn, B. M. Henz und A. Fischer: Down-regulation of vasoactive intestinal polypeptide receptor expression in atopic dermatitis. In: J Allergy Clin Immunol. 111(5), 2003 May, S. 1099–1105.
- mit S. M. Poutanen, D. E. Low, H. Lode, T. Welte und P. Zabel: Treatment and vaccines for severe acute respiratory syndrome (SARS). In: Lancet Infect Dis. 5(3), 2005 Mar, S. 147–155.

Buchbeiträge
- mit K. O. Haustein: Tabakabhängigkeit: Gesundheitliche Schäden durch das Rauchen. 2. Auflage. Springer-Verlag, Heidelberg 2008.
- mit T. Welte (deutsche Ausgabe), B. D. Levy und S. D. Shapiro: Akutes Atemnotsyndrom (Acute Respiratory Distress Syndrome). In: M. Dietel, N. Suttorp, M. Zeitz, D. L. Kasper, E. Braunwald, A. S. Fauci, S. L. Hauser, D. L. Longo, J. L. Jameson (Hrsg.): Harrison Innere Medizin. 16. Auflage. McGraw-Hill / ABW Wissenschaftsverlag, Berlin 2005.